# Hydrocanthus regius
Hydrocanthus regius är en skalbaggsart som beskrevs av Young 1953. Hydrocanthus regius ingår i släktet Hydrocanthus och familjen grävdykare. Inga underarter finns listade i Catalogue of Life.